# Hacker News
Hacker News (anciennement Startup News ou encore News.YC ; le nom actuel date du 14 août 2007) est un site de partage social de liens créé le 19 février 2007, avec pour objectif de créer une communauté proche de celle de Reddit à ses débuts tout en évitant le phénomène de septembre éternel. Il est centré autour de l'actualité des technologies informatiques, du hacking et des startups, et promeut tout contenu susceptible de « gratifier la curiosité intellectuelle » des lecteurs.
Le site est tenu par l'entreprise de Paul Graham, Y Combinator, qui combine les activités de fonds d'investissement et d'incubateur de startups. Il fonctionne avec le langage de programmation Arc que Graham a codéveloppé, et auquel il servait initialement de test grandeur nature,. Les news sont présentées sur la page d'accueil selon un algorithme de classement prenant en compte de nombreux paramètres, notamment l'ancienneté du post, le taux de rebond et les commentaires. Hacker News diffère des autres sites de social news comme Slashdot ou Reddit en ce qu'il ne propose pas de voter négativement pour les contenus proposés par les utilisateurs. Il offre cependant des fonctions de signalement du spam, et de vote négatif pour les commentaires à partir d'un certain niveau de « karma ».